# Llista de peixos del riu Volga

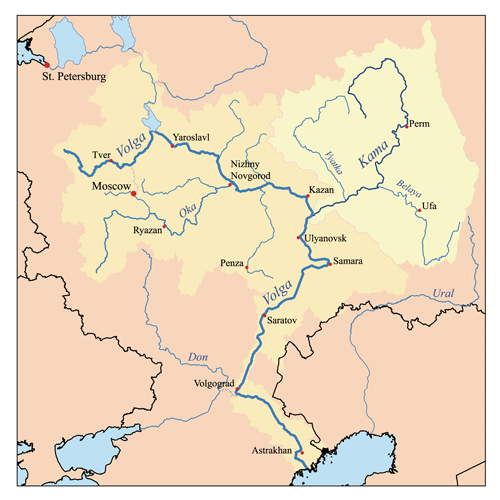
Conca del riu Volga a la Rússia occidental

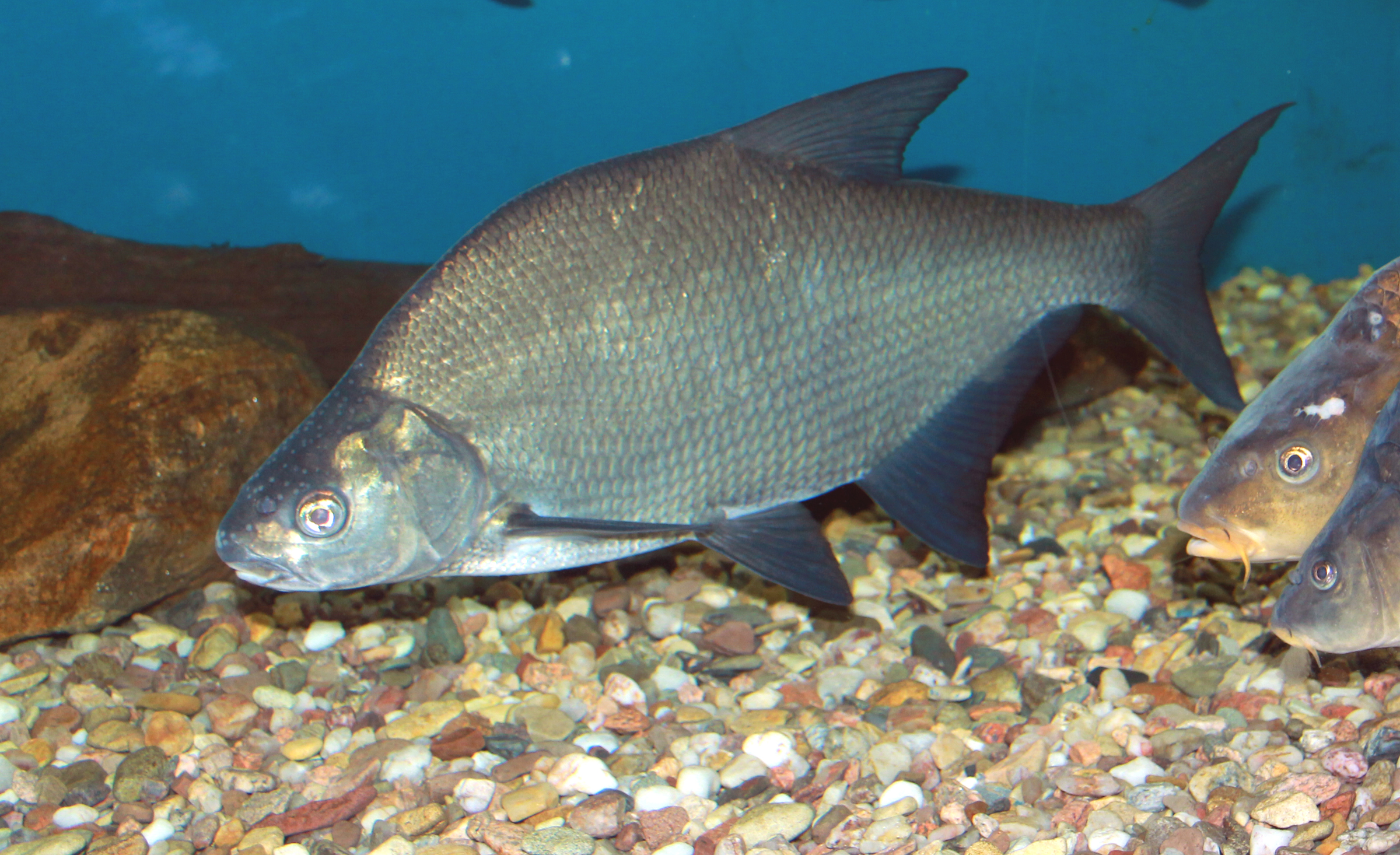
Brema (Abramis brama)

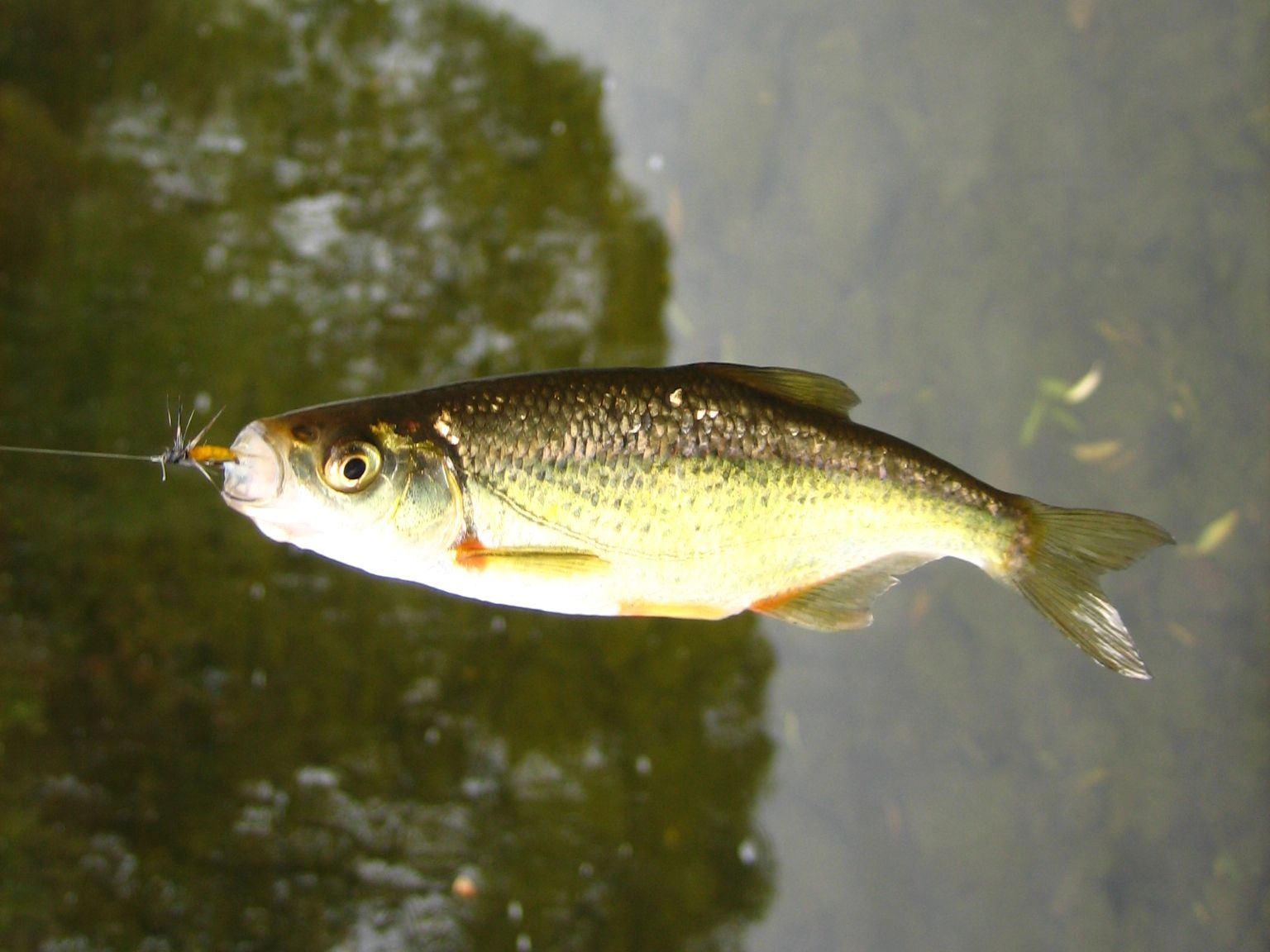
Alburnoides bipunctatus

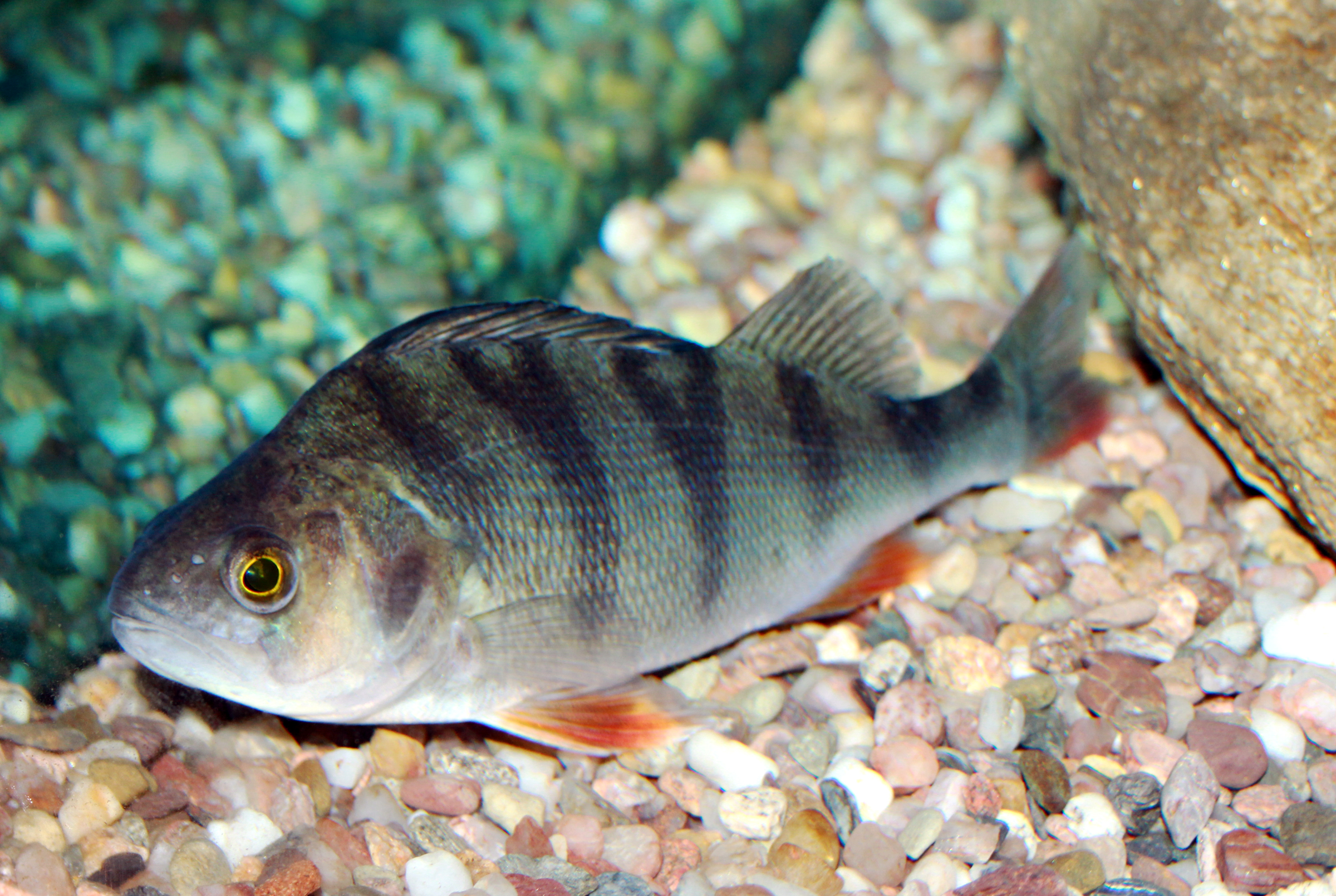
Perca de riu (Perca fluviatilis)

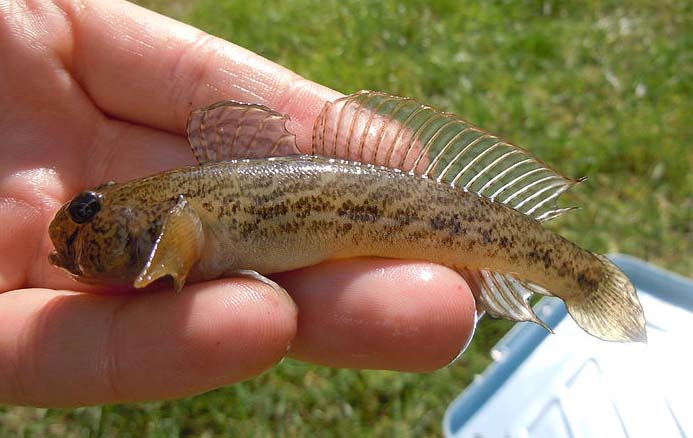
Babka gymnotrachelus

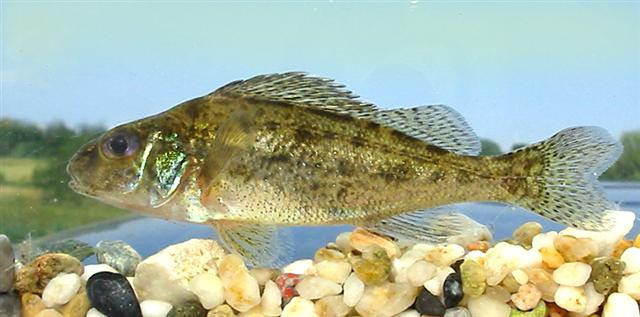
Gymnocephalus cernua

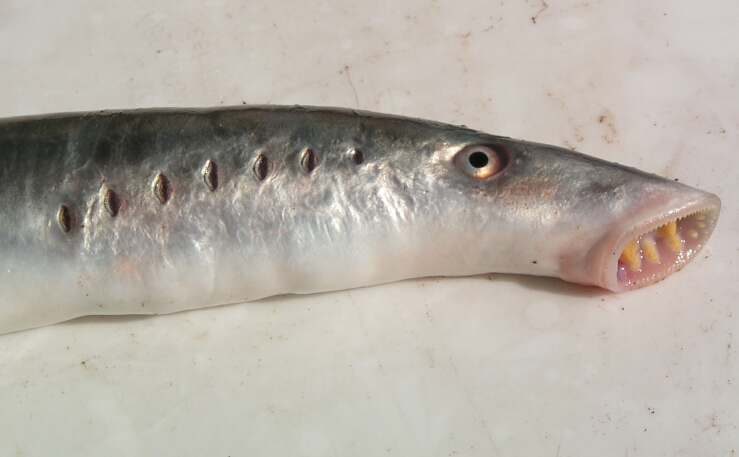
Llamprea de riu (Lampetra fluviatilis)

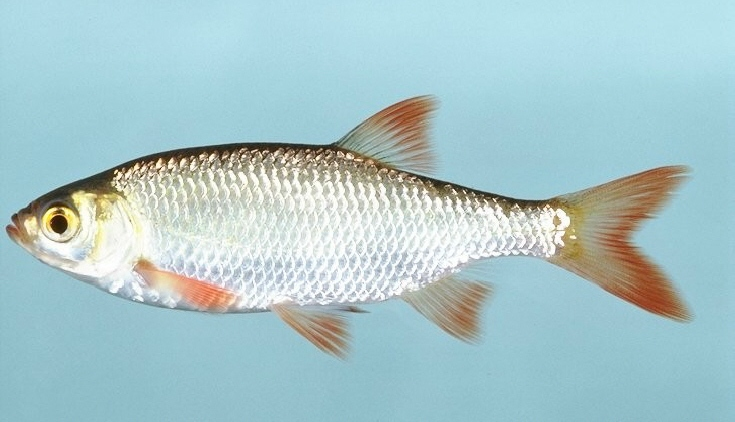
Gardí (Scardinius erythrophthalmus)

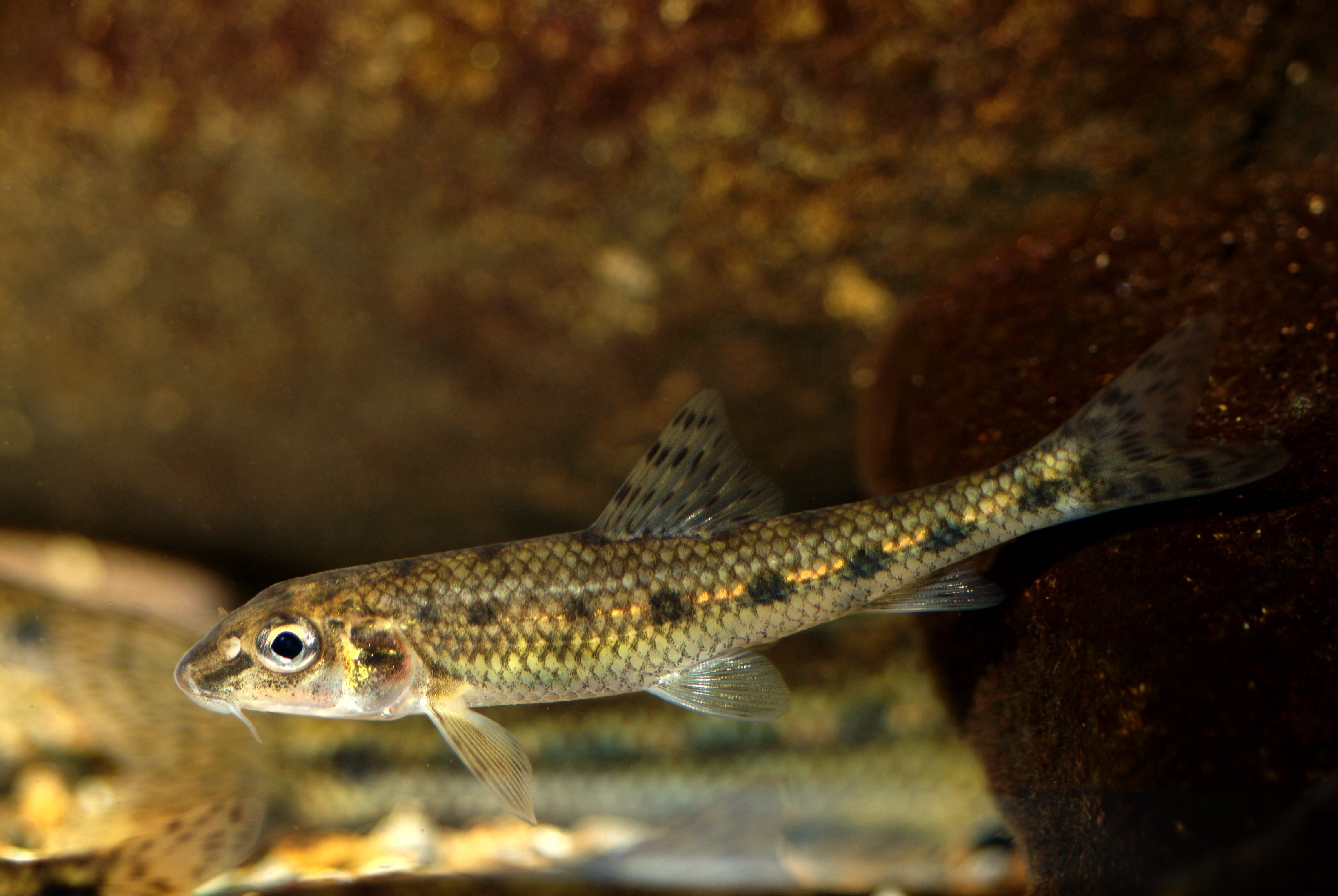
Gobi (Gobio gobio)

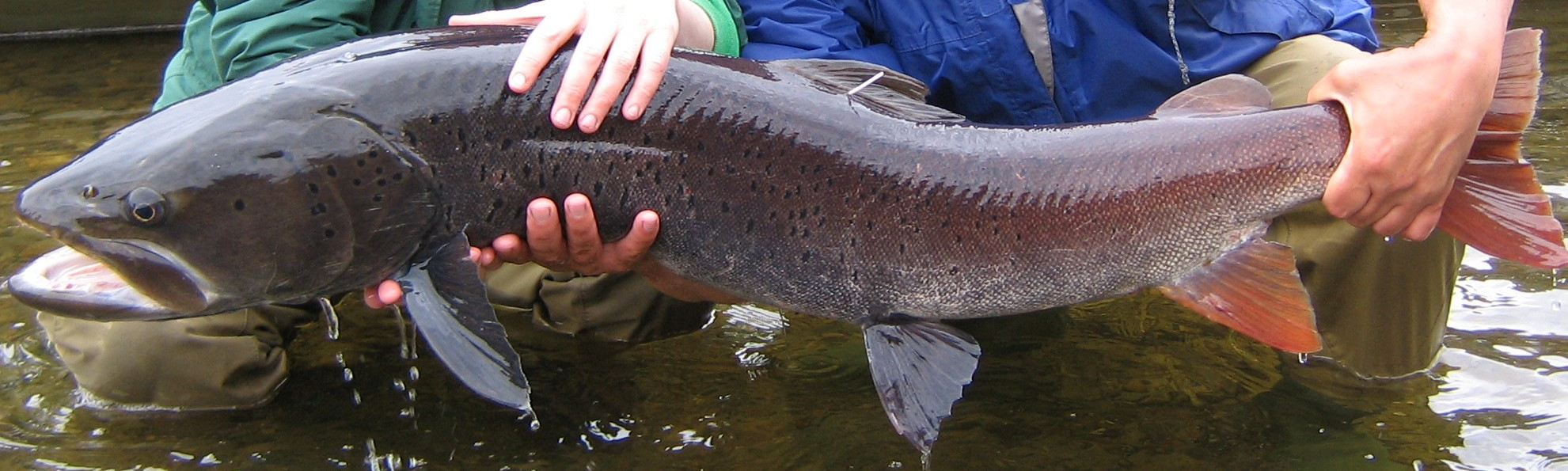
Hucho taimen

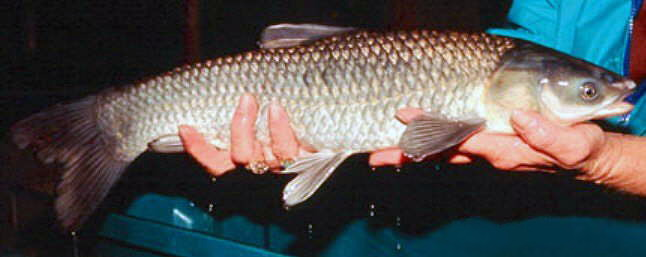
Mylopharyngodon piceus

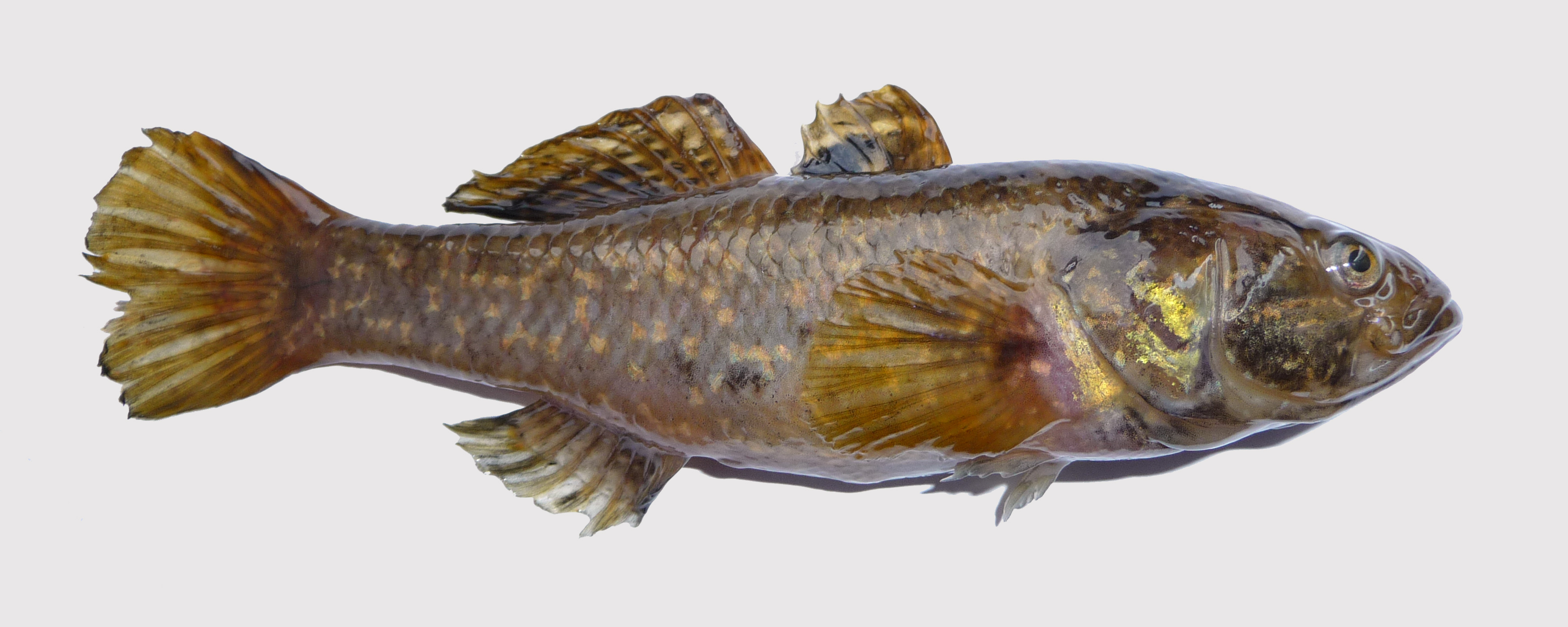
Perccottus glenii

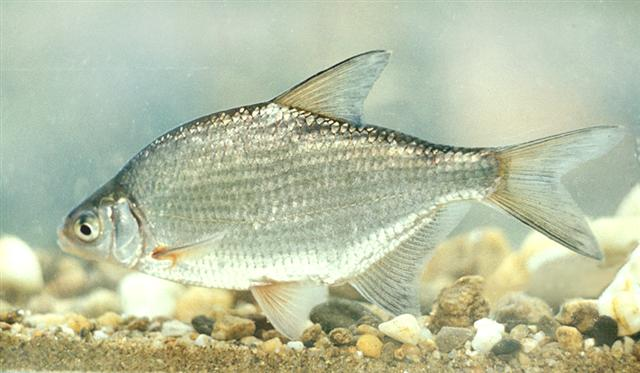
Blicca bjoerkna

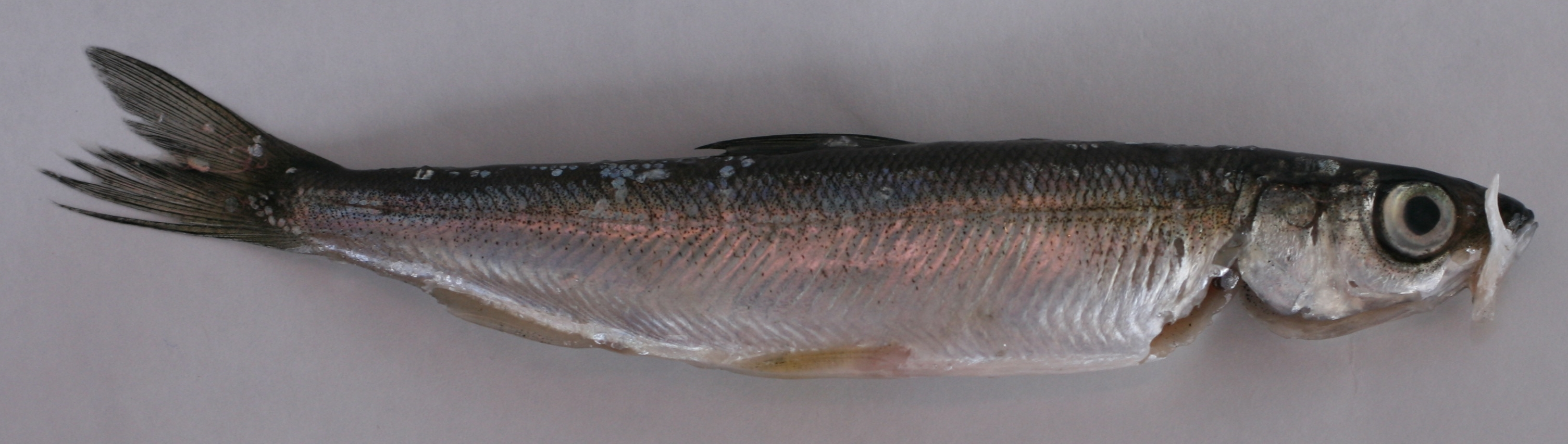
Corègon blanc (Coregonus albula)

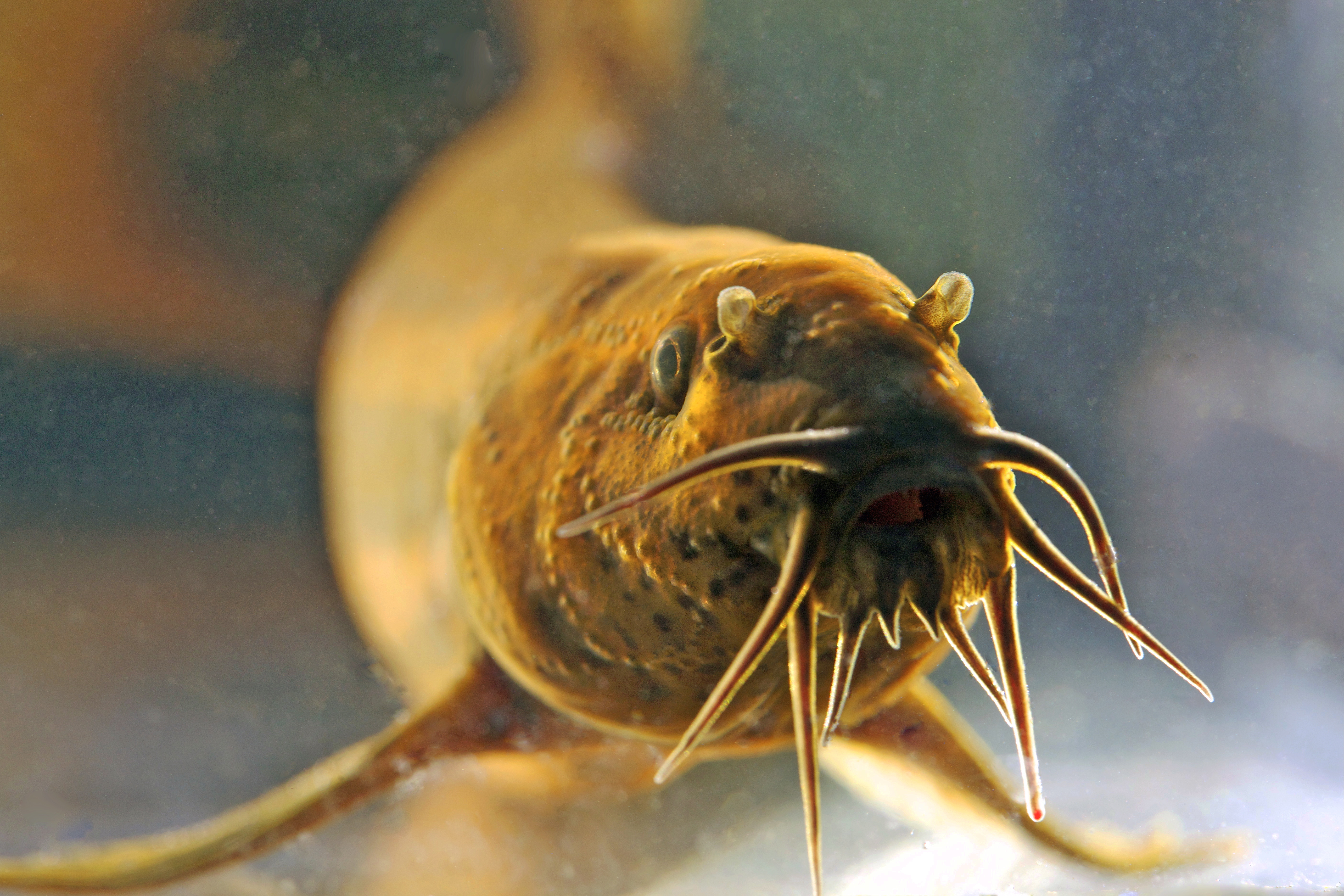
Misgurnus fossilis

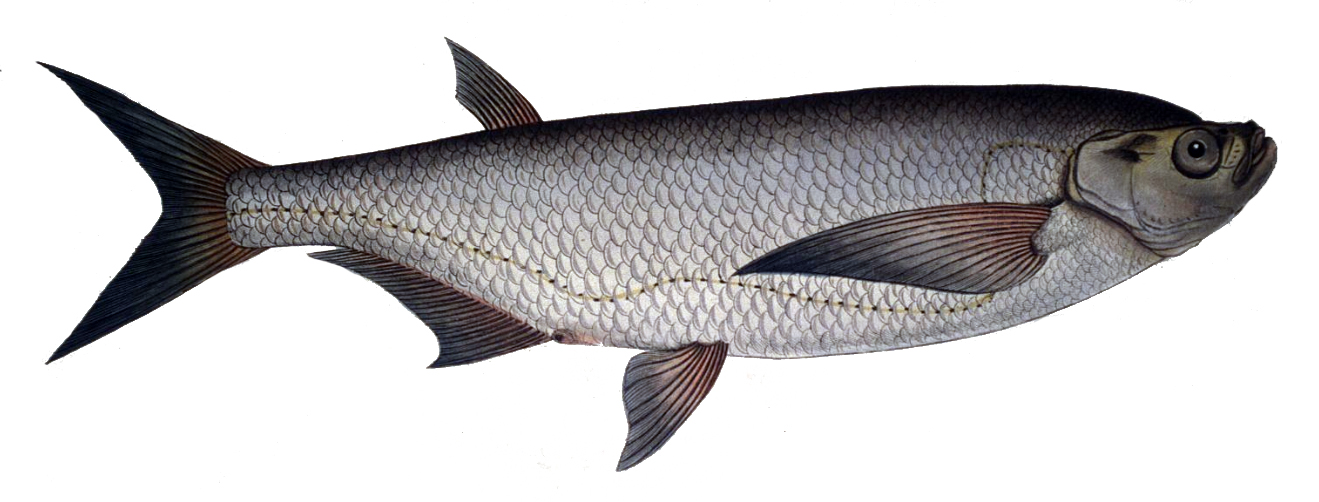
Pelecus cultratus

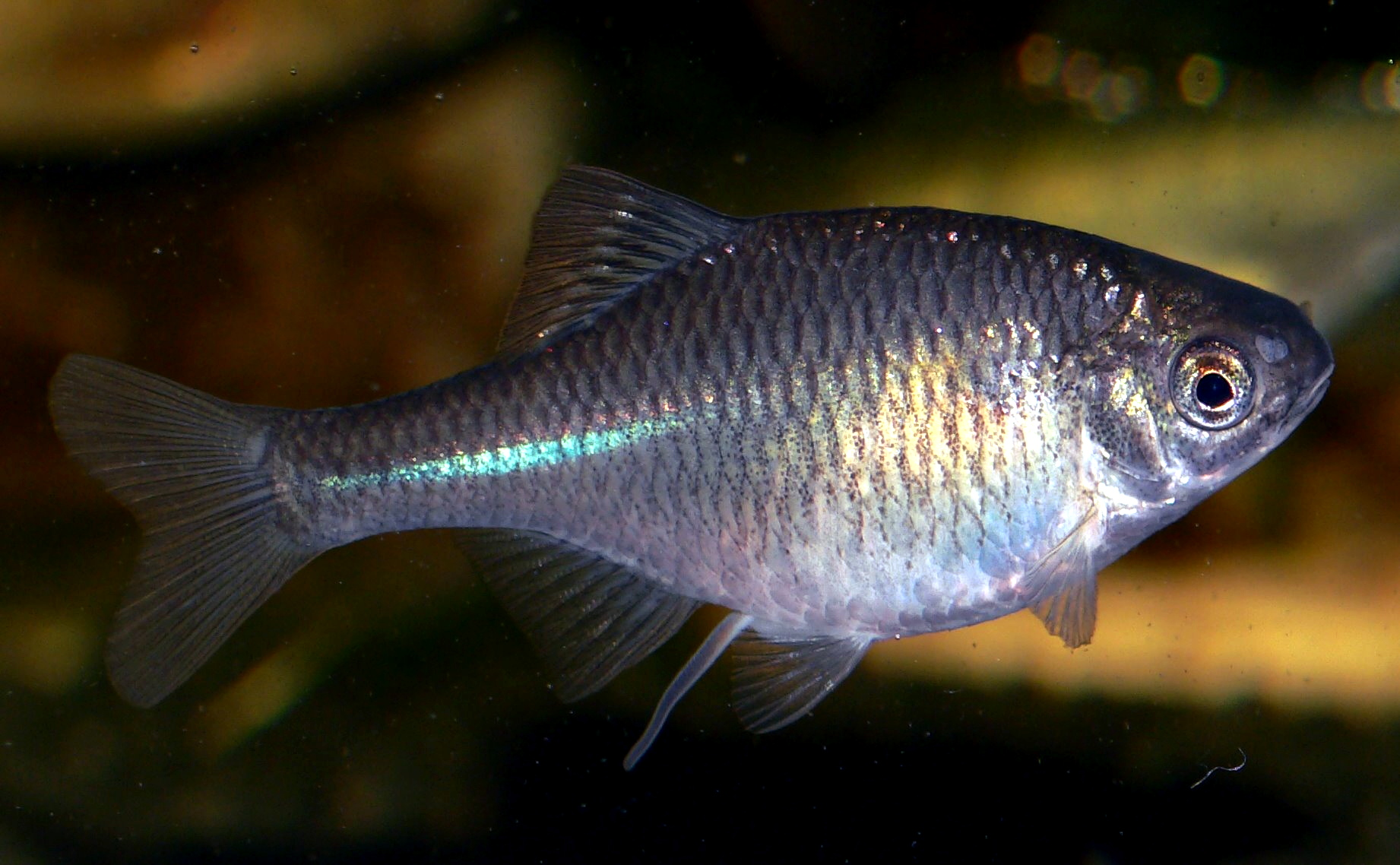
Ródeus (Rhodeus amarus)

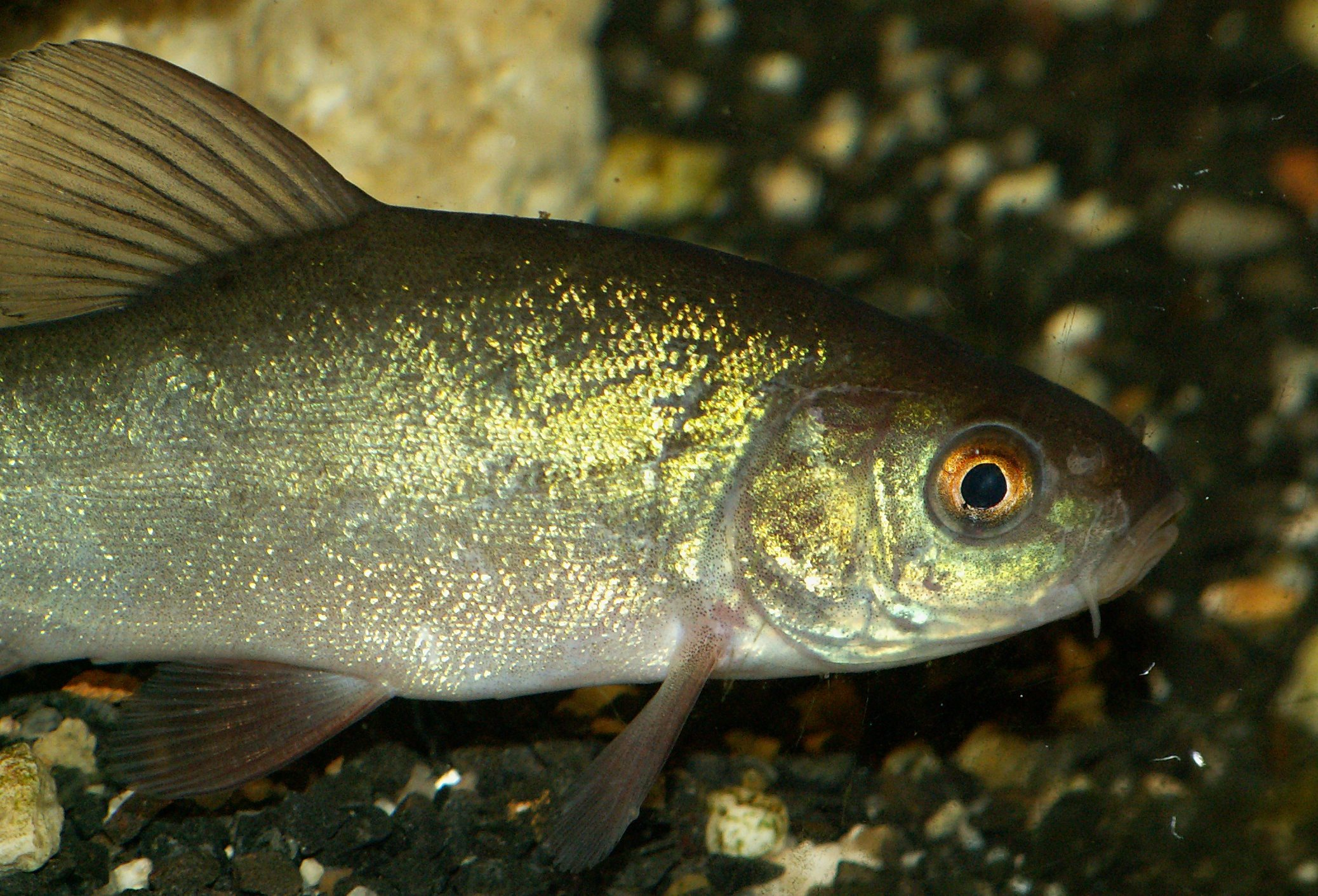
Tenca (Tinca tinca)

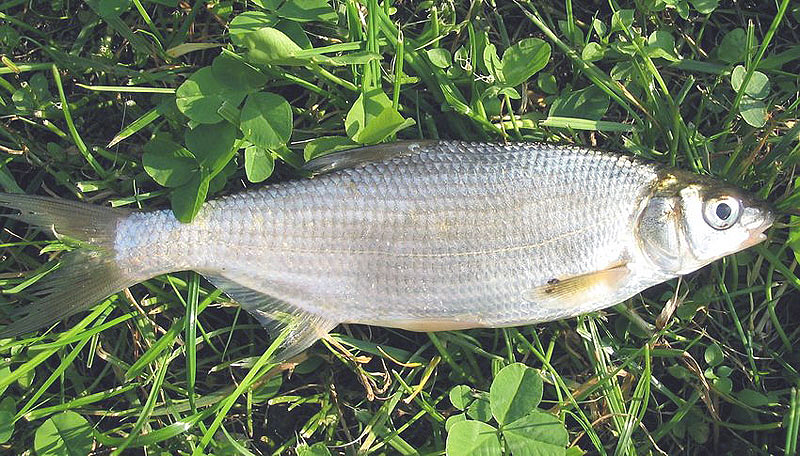
Vimba vimba

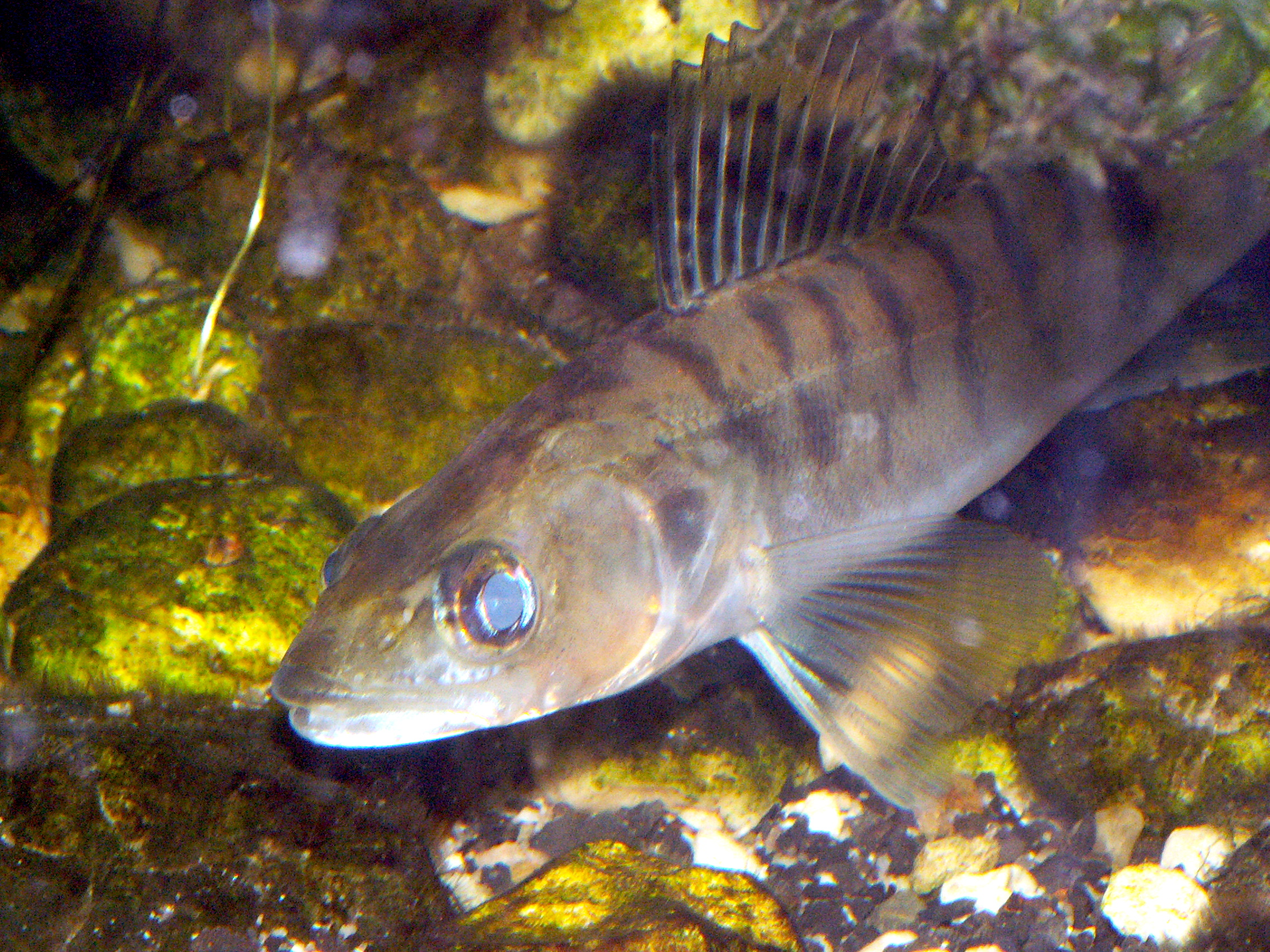
Lucioperca (Sander lucioperca)

Aquesta llista de peixos del riu Volga  inclou 119 espècies de peixos que es poden trobar actualment al riu Volga ordenades per l'ordre alfabètic de llur nom científic.

## A
- Abramis brama
- Acipenser baerii
- Acipenser gueldenstaedtii
- Acipenser nudiventris
- Acipenser persicus
- Acipenser ruthenus
- Acipenser stellatus[1]
- Alburnoides bipunctatus
- Alburnoides rossicus
- Alburnus alburnus
- Alburnus chalcoides
- Alosa caspia caspia
- Alosa kessleri
- Alosa saposchnikowii
- Alosa suworowi
- Alosa volgensis
- Ameiurus nebulosus
- Anguilla anguilla

## B
- Babka gymnotrachelus
- Ballerus ballerus
- Ballerus sapa
- Barbatula barbatula
- Benthophilus casachicus
- Benthophilus granulosus
- Benthophilus leobergius
- Benthophilus macrocephalus
- Benthophilus magistri
- Benthophilus mahmudbejovi
- Benthophilus stellatus
- Blicca bjoerkna

## C
- Carassius auratus
- Carassius carassius
- Carassius gibelio
- Caspiomyzon wagneri[2]
- Caspiosoma caspium
- Chondrostoma variabile
- Clupeonella caspia
- Clupeonella cultriventris
- Clupeonella tscharchalensis
- Cobitis gladkovi
- Cobitis melanoleuca
- Cobitis taenia
- Coregonus albula
- Coregonus baunti
- Coregonus muksun
- Coregonus peled
- Coregonus vessicus
- Cottus gobio
- Cottus koshewnikowi
- Ctenopharyngodon idella
- Cyprinus carpio

## E
- Esox lucius
- Eudontomyzon mariae[3]

## G
- Gambusia holbrooki
- Gobio gobio
- Gobio volgensis
- Gymnocephalus cernua

## H
- Hucho taimen
- Huso huso
- Hypophthalmichthys nobilis
- Hyrcanogobius bergi

## I
- Ictalurus punctatus
- Ictiobus bubalus
- Ictiobus cyprinellus
- Ictiobus niger

## K
- Knipowitschia caucasica
- Knipowitschia longecaudata

## L
- Lampetra fluviatilis[4]
- Lampetra planeri
- Leucaspius delineatus
- Leuciscus aspius
- Leuciscus idus
- Leuciscus leuciscus
- Lota lota
- Luciobarbus brachycephalus
- Luciobarbus capito

## M
- Mesogobius nonultimus
- Micropterus salmoides
- Misgurnus fossilis
- Mylopharyngodon piceus

## N
- Neogobius fluviatilis
- Neogobius melanostomus
- Neogobius pallasi

## O
- Oncorhynchus gorbuscha
- Oncorhynchus keta
- Oncorhynchus mykiss
- Osmerus eperlanus

## P
- Parabramis pekinensis
- Pelecus cultratus
- Perca fluviatilis
- Perccottus glenii
- Phoxinus phoxinus
- Poecilia reticulata
- Polyodon spathula
- Ponticola bathybius
- Ponticola gorlap
- Proterorhinus marmoratus
- Proterorhinus nasalis
- Pseudorasbora parva
- Pungitius platygaster
- Pungitius pungitius

## R
- Rhodeus amarus
- Rhynchocypris percnurus
- Romanogobio albipinnatus
- Rutilus caspicus
- Rutilus frisii
- Rutilus rutilus

## S
- Salmo ciscaucasicus
- Salmo trutta
- Sander lucioperca
- Sander volgensis
- Scardinius erythrophthalmus
- Silurus glanis
- Squalius cephalus
- Stenodus leucichthys
- Syngnathus abaster

## T
- Thymallus thymallus
- Tinca tinca

## V
- Vimba vimba[5]